# Museu de ciència

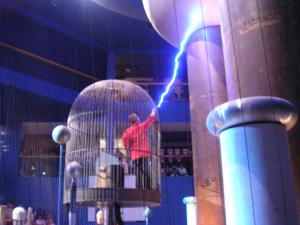
Demostració de llum artificial (en el Museu de ciència de Boston)

Un museu de ciència és un museu dedicat primàriament a la ciència. Els majors museus científics tendien a concentrar-se en la mostra estàtica d'objectes relacionats amb la història natural, paleontologia, geologia, maquinària i indústria, etc. Les tendències modernes en museologia han ampliat la gamma de temes i es va introduir moltes exhibicions interactives. Molts, si no la majoria dels museus de la ciència moderna — que es refereixen cada vegada més a si mateixos com "centres de ciència" o "centres de descobriments" — també destaquen la tecnologia, i són per tant també museus de tecnologia.
Les objectius dels centres de ciència i museus moderns varien, però estan units en ser llocs que fan de la ciència accessible i fomenten l'emoció del descobriment. Són una part integral i dinàmica de l'ambient d'aprenentatge, la promoció de l'exploració del primer moment "Eureka!" a la recerca d'avantguarda d'avui en dia. No obstant això, els impactes negatius de la ciència i la tecnologia o el desenvolupament desigual de les seves diverses disciplines, poden o no poden ser explorades per algunes organitzacions.
... El museu públic tal com s'entén avui en dia és una col·lecció d'espècimens i altres objectes d'interès per a l'estudiós, l'home de ciència, així també com el visitant més casual, es mostra d'acord amb el mètode científic. En el seu sentit original, el terme 'museu' significava un lloc dedicat a les muses - 'un lloc on la ment de l'home podria arribar a un estat d'ànim d'allunyament per sobre dels assumptes quotidians'. 

## Per a més informació
- «Museums of Science». A: Encyclopaedia Britannica. 11th.  Nova York: Encyclopaedia Britannica Co.. OCLC 14782424.